# Bobby Schenk

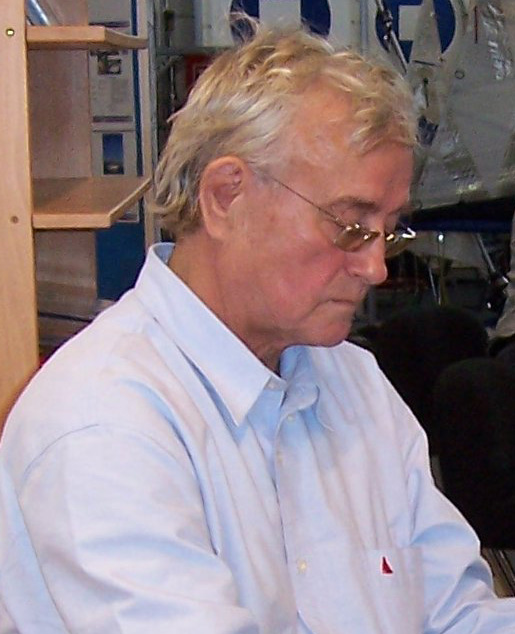
Bobby Schenk in Friedrichshafen bei der Interboot

Bobby Schenk (* 10. März 1939 in München, eigentlich Florian Schenk) ist ein deutscher Sportsegler. Der gelernte Jurist veröffentlichte zahlreiche Segel-Fachbücher und Reiseberichte und ist auch durch intensive Vortragstätigkeit einem breiten Publikum bekannt.

## Leben
1967 erwarb Schenk einen GfK-Langkieler vom Typ Fähnrich 34 und segelte mit seiner Frau Carla (auch: Karla) auf der Passatroute um die Welt. Im Anschluss daran arbeitete er wieder als Staatsanwalt und später als Richter. Sein erstes Buch Fahrtensegeln erschien 1975.
Mit der 15-Meter-Stahljacht Thalassa II machte er sich anschließend auf den Weg in die Südsee. Drei Jahre lang lebte er in Moorea. 1983 segelte er von Tahiti mit seiner Frau Carla rund um Kap Hoorn mit nur einem Stopp nach Marbella in Spanien. Mit dieser Reise bewarb er sich nach 1974 zum zweiten Mal vergeblich um den Schlimbach-Preis.
Schenk ist auch Privatpilot; 1989 unternahm er einen Flug mit einem einmotorigen Flugzeug über den Südatlantik nach Feuerland. Über Grönland ging es zurück nach Europa. Während seines Aufenthalts in Südamerika besegelte er die Gewässer rund um Kap Hoorn ausgiebig.
Im Jahre 1992 segelte er mit Crew über den Atlantik nach Barbados, wobei er sich nur solcher Navigationsmittel bediente, die mit Bordmitteln zu improvisieren waren. Eine der Kernthesen, die er aufgrund der Erfahrungen dieser Reise aufstellte, war, dass es nicht möglich sei, nur mit Hilfe von Sternen oder Sternbildern zu navigieren. Diese These ist nicht unumstritten, da wiederholt erfolgreiche Ozeanreisen – z. B. unter Federführung der Polynesian Voyaging Society – stattgefunden haben, die sich dieser Navigationsmethode bedient haben wollen. Die französischen Brüder Emmanuel und Maximilien Berque wollen im Jahr 2003 nur mit Hilfe der Gestirne und ohne Instrumente den Nordatlantik überquert haben und der US-Amerikaner Marvin Creamer nimmt für sich in Anspruch, die Welt von 1982 bis 1984 ohne Navigationsinstrumente umsegelt zu haben.
Nach seinem Ausscheiden aus dem Staatsdienst als Richter segelten Schenk und seine Frau Carla mit der Yacht Thalassa (einem Katamaran aus GfK) von Frankreich durch die Südsee bis Südost-Asien. Diesen fast zehnjährigen Törn unterbrach er immer wieder für längere Aufenthalte in Deutschland, wo er einen Wohnsitz in Fürstenfeldbruck hat, für Vorträge oder Auftritte bei den großen Bootsausstellungen. Die Fahrt endete in Malaysia durch den Verkauf der Yacht.
Er ist einer der wenigen deutschen Fahrtensegler, die ihre Reisen und Bücher kommerziell erfolgreich verwerten konnten, nicht zuletzt durch ständige Präsenz in Europas größtem Segelmagazin Yacht. Auf der Hamburger Bootsmesse hält er seit Jahren Seminare zum Thema Blauwassersegeln, deren Zielgruppe angehende Weltumsegler sind.
Schenks Internetseite gehört zu den meistbesuchten deutschsprachigen Angeboten für Segler. Der Schwerpunkt der Berichterstattung liegt – wie bei den meisten Veröffentlichungen Schenks – im Bereich der technischen Ausstattung für Fahrtensegler.
Seine Bücher wurden nach eigenen Angaben etwa eine halbe Million Mal verkauft und teilweise in bis zu zehn Sprachen übersetzt. Sein Spezialgebiet ist die Navigation.
Bobby Schenk nutzte den Amateurfunk seit 1972 auf seinen Fahrten, sein Rufzeichen war DK8CL.

## Auszeichnungen
- 1974: Trans-Ocean-Medaille für Weltumsegelung
- 1974: Goldmedaille der Kreuzerabteilung des Deutschen Segler-Verbandes für seine Weltumsegelung
- 1993: Bestes Segelbuch des Jahres für Transatlantik in die Sonne
- 1995: Ehrenzeichen des Bayerischen Ministerpräsidenten für Verdienste um die Sicherheit auf dem Wasser
- 1998: Ehrencommodore des Yacht Club Austria für Verdienste um den größten österreichischen Segelverein
- 2004: Die Segelzeitschrift Yacht nimmt Schenk in die Liste der 100 größten Segler aller Zeiten auf
- 2011: Ehrenpreis des Österreichischen Hochseeyachtsport-Verband für die Lebensleistung von Carla und Bobby Schenk

## Werke

### Sachbücher
- Fahrtensegeln (BLV-Verlag München, 1976)
- Astronavigation – ohne Formeln – praxisnah (Delius Klasing, Bielefeld, 1977)
- Hafenmanöver (Delius Klasing, Bielefeld, 1978)
- Taschenrechner in der Navigation (Delius Klasing, Bielefeld, 1979)
- Yachtnavigation – vom Zirkel zum Gps (Delius Klasing, Bielefeld, 1981)
- Blauwassersegeln (Delius Klasing, Bielefeld, 1984)
- Navigation – nur zum Ankommen (Delius Klasing, Bielefeld, 1990)
- Navigieren mit GPS (Pietsch-Verlag, Stuttgart, 1996)
- Skipperfibel (Delius Klasing, Bielefeld, 2008)
- Ankern (Delius Klasing, Bielefeld, 2009)

### Reisebeschreibungen, Erlebnisberichte, Literatur
- Achtzigtausend Meilen und Kap Hoorn (Delius Klasing, Bielefeld, 1984)
- Freiheit hinterm Horizont – die klassische Weltumsegelung (Delius Klasing, Bielefeld, 1985)
- Segeln im Reich der Stürme (Delius Klasing, Bielefeld, 1990)
- Transatlantik in die Sonne (Delius Klasing, Bielefeld, 1993)
- Südseeträume (Delius Klasing, Bielefeld, 1999)
- Kleine Bettgeschichte für passionierte Segler von Ringelnatz, Schenk, Goethe, Heine, Walser u. a. (Bern-München, Scherz, 1994)
- Segeln lebenslänglich – Biografie eines großen Seglers von Bobby Schenk/Judith Duller-Mairhofer (Delius Klasing, Bielefeld, 2011)

### Videos
- Abenteuer Kap Hoorn (Videosail, Hanstedt, 1983)
- Mit der THALASSA um die Welt (Videosail, Hanstedt, 1984)
- Südseeträume (Delius Klasing, Bielefeld, 1999)

### Software
- Naviprog 2000 (TEXAS INSTRUMENTS, 1988)
- Bobby Schenk’s YACHT-Computer (Delius Klasing, Bielefeld, 1984)
- Navtools + GPS (Delius Klasing, Bielefeld, 1986)
- Astronavigation komplett (Pietsch-Verlag, Stuttgart, 1994)
- Astro Classic (Delius Klasing, Bielefeld, 2000)
- Auf den Weltmeeren zu Hause – die Blauwasserreisen Bobby Schenk’s (Pietsch-Verlag, Stuttgart, 1998)